# Germana Cousin
Św. Germana Cousin (Germana z Pibrac) (ur. 1579 w Pibrac we Francji  – zm. 1601 tamże) – francuska święta, dotknięta wrodzonym paraliżem i bezwładem prawej ręki, urodziła się z gruźlicą węzłów chłonnych tzw. skrofuły. 

## Życiorys
Germana od najmłodszych lat cierpiała na skrofuły. Choroba objawiała się opuchniętą szyją i ropieniami na policzkach. Miała ona także wpływ na kości i stawy, przez co pojawiały się obrzęk i otwarte rany w tamtych okolicach. Dziewczyna wcześnie straciła matkę. Ojciec szybko postanowił o ponownym ożenku. Macocha Germany źle traktowała dziewczynę, a ze względu na jej wygląd spowodowany chorobą kazała jej wynieść się z domu. Odtąd dziewczyna mieszkała w oborze wraz z owcami, które wypasała. Do jedzenia otrzymywała kawałek czerstwego chleba. Wszystkie te przykrości znosiła z godnością i cierpliwością.
Codziennie wybierała się na wypas owiec, które pozostawiała same na polanie, a ona wybierała się do pobliskiego kościoła na mszę świętą. Zwierzęta nigdy nie opuściły wyznaczonego miejsca, co wzbudzało zdumienie wśród mieszkańców Pibrac.
Święta zmarła mając dwadzieścia dwa lata. Uznaje się, że śmierci Germany towarzyszyła wizja orszaku świętych dziewic, z którymi młoda dziewczyna weszła do nieba. Po upływie pół wieku odkryto, że jej ciało nie uległo rozkładowi. Zostało wówczas wystawione na widok publiczny. Miały miejsce w jego pobliżu liczne cuda, co stało się przyczyną wielkiego kultu świętej Germany. Została kanonizowana przez papieża Piusa IX w 1867 roku.

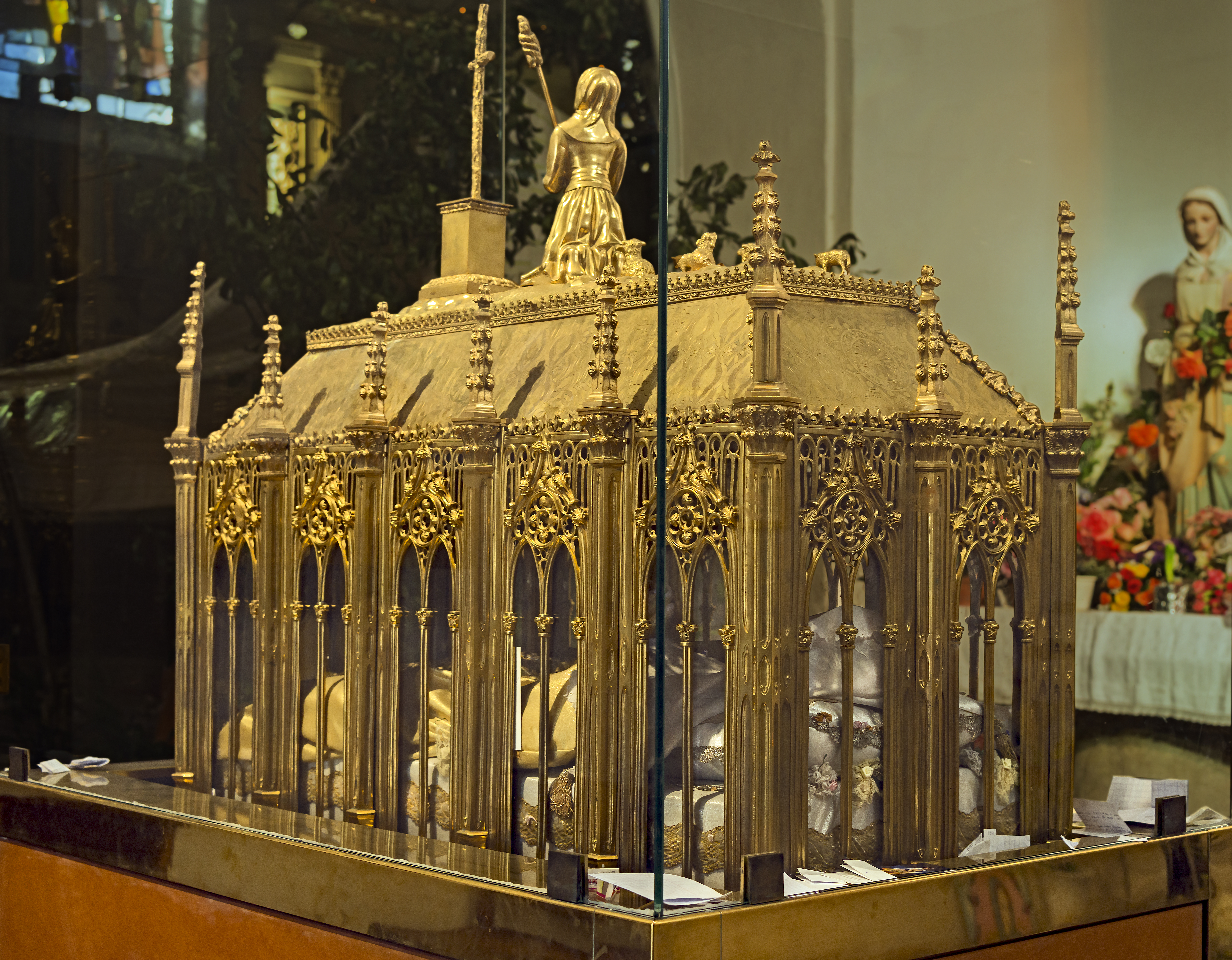
Relikwiarz św Germaine